# Aspidoglossum breve
Aspidoglossum breve är en oleanderväxtart som beskrevs av F.K. Kupicha. Aspidoglossum breve ingår i släktet Aspidoglossum och familjen oleanderväxter. Inga underarter finns listade i Catalogue of Life.